# ساموئل اونروبیا
ساموئل اونروبیا (فرانسوی: Samuel Honrubia‎؛ زادهٔ ۶ ژوئیهٔ ۱۹۸۶) بازیکن هندبال اهل فرانسه است.